# Église Saint-Jacques de Camors
L'église Saint-Jacques de Camors est une église catholique située à Cazaux-Fréchet-Anéran-Camors, dans le département français des Hautes-Pyrénées en France.

## Localisation
L'église Saint-Jacques de Camors est située au centre du village de Camors (indépendant jusqu'en 1806 et sa fusion avec Anéran) appartenant à la commune de  Cazaux-Fréchet-Anéran-Camors.

## Historique
À la suite de la commande de l'évêque de Comminges Gilbert de Choiseul du Plessis-Praslin en 1664, un tabernacle doré est mis en place sur le maître-autel est réalisé.
En 1741, à la suite de la visite de l'évêque de Comminges Antoine de Lastic, une modification du retable et la suppression de tableaux sont ordonnées.
Sur le linteau de la porte figure le millésime de 1861, date probable des travaux.

## Architecture
C'est une nef unique lambrissée prolongée à l'est par un chevet plat, à l'ouest se dresse un clocher-mur à deux baies et une sacristie a été construite au nord.
L'église possède une seule cloche qui date de 1776.
L'église est pourvue d'un riche mobilier, dont plusieurs statues :
- une statue d'une Vierge à l'Enfant, dite Vierge ommingeoise du XVe siècle ;
- une statue de saint Jacques-le-Majeur du XVIe siècle ;
- une statue équestre de saint Calixte du XVIe siècle.

## Galerie de photos

Sélection de vues diverses
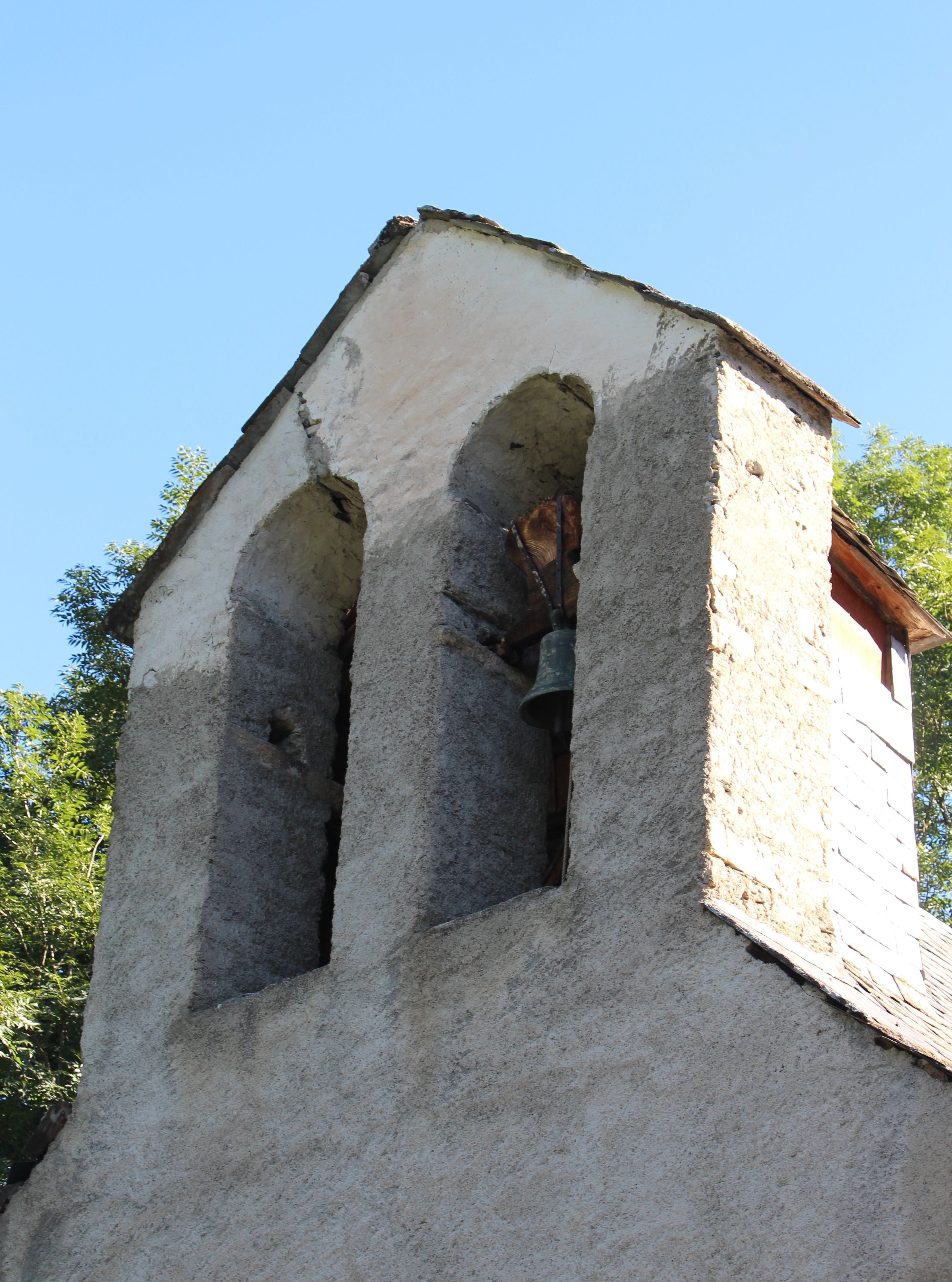
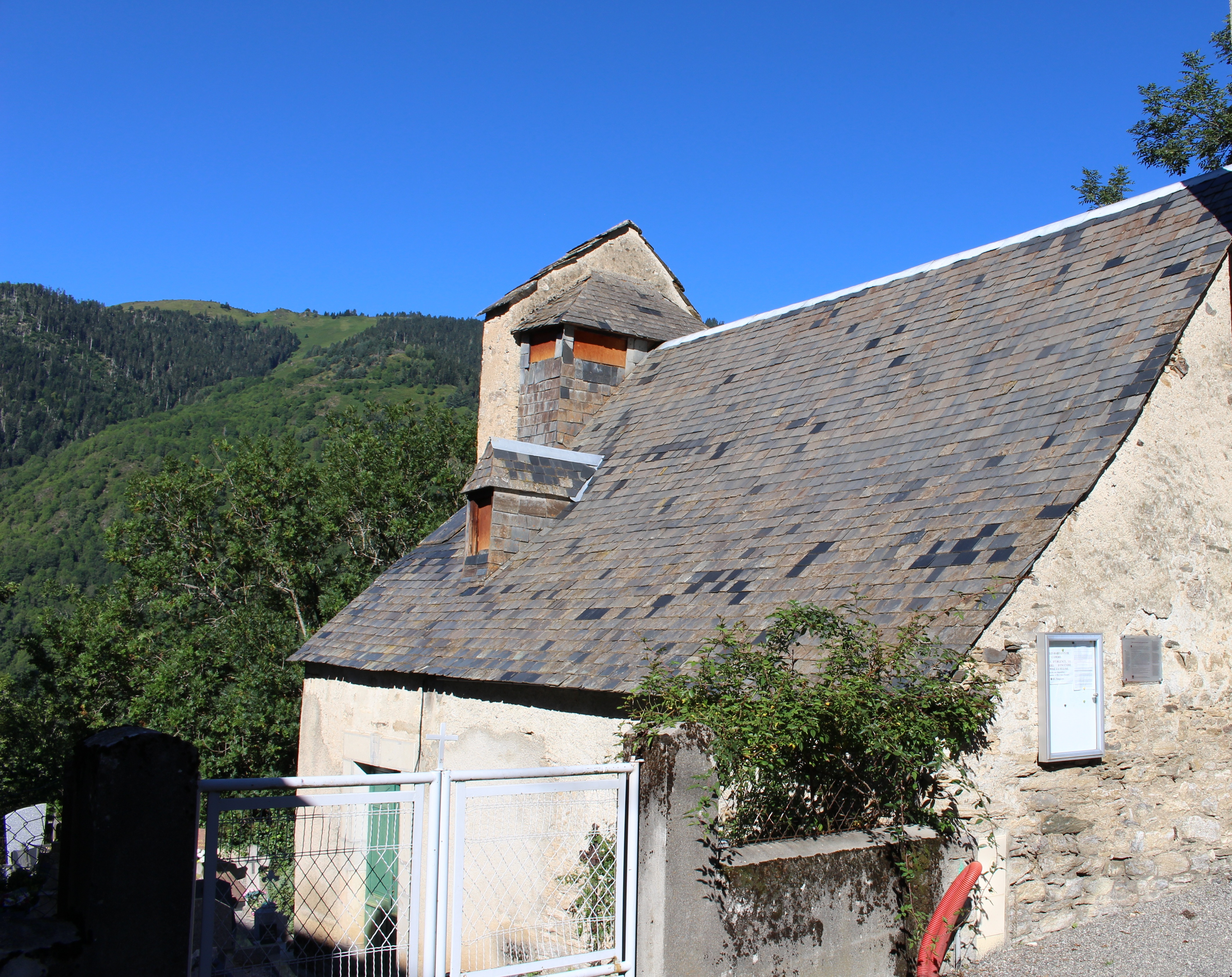
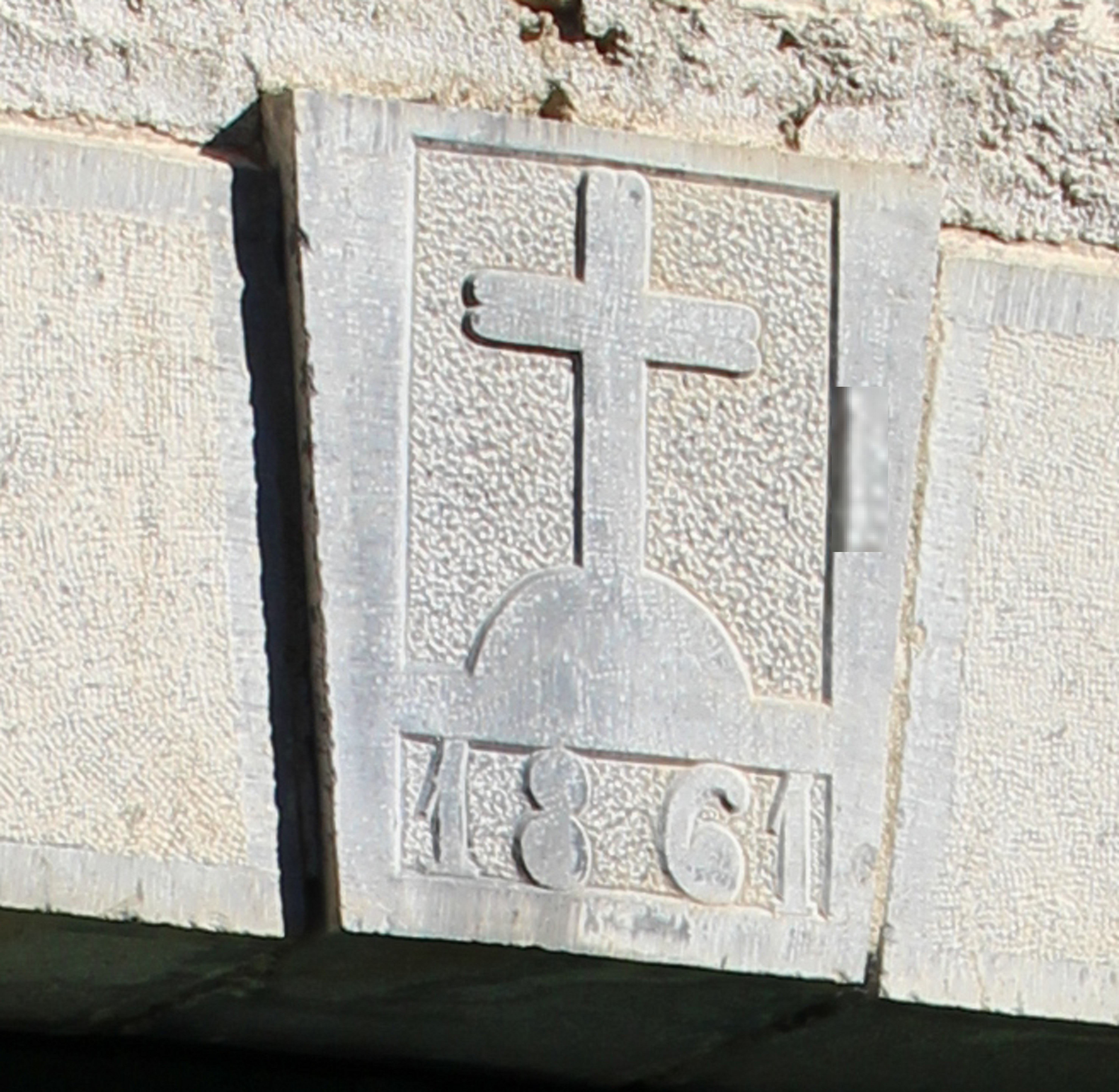